# Певільєн (Нью-Йорк)
Певільєн (англ. Pavilion) — місто (англ. town) в США, в окрузі Дженесі штату Нью-Йорк. Населення — 2290 осіб (2020).

## Демографія
Згідно з переписом 2010 року, у місті мешкало 2495 осіб у 945 домогосподарствах у складі 707 родин. Було 1005 помешкань
Расовий склад населення:
| - 97,4 % — білих - 0,8 % — чорних або афроамериканців - 0,3 % — азіатів - 0,2 % — корінних американців |

До двох чи більше рас належало 0,9 %. Частка іспаномовних становила 1,0 % від усіх жителів.
За віковим діапазоном населення розподілялося таким чином: 23,8 % — особи молодші 18 років, 63,2 % — особи у віці 18—64 років, 13,0 % — особи у віці 65 років та старші. Медіана віку мешканця становила 41,9 року. На 100 осіб жіночої статі у місті припадало 108,1 чоловіків;  на 100 жінок у віці від 18 років та старших — 104,4 чоловіків також старших 18 років.
Середній дохід на одне домашнє господарство  становив 77 084 долари США (медіана — 73 043), а середній дохід на одну сім'ю — 82 512 долари (медіана — 77 941). Медіана доходів становила 46 935 доларів для чоловіків та 37 955 доларів для жінок. За межею бідності перебувало 4,8 % осіб, у тому числі 1,7 % дітей у віці до 18 років та 7,8 % осіб у віці 65 років та старших.
Цивільне працевлаштоване населення становило 1358 осіб. Основні галузі зайнятості: освіта, охорона здоров'я та соціальна допомога — 19,2 %, виробництво — 16,4 %, науковці, спеціалісти, менеджери — 9,2 %, сільське господарство, лісництво, риболовля — 8,7 %.